# 한국의 지붕

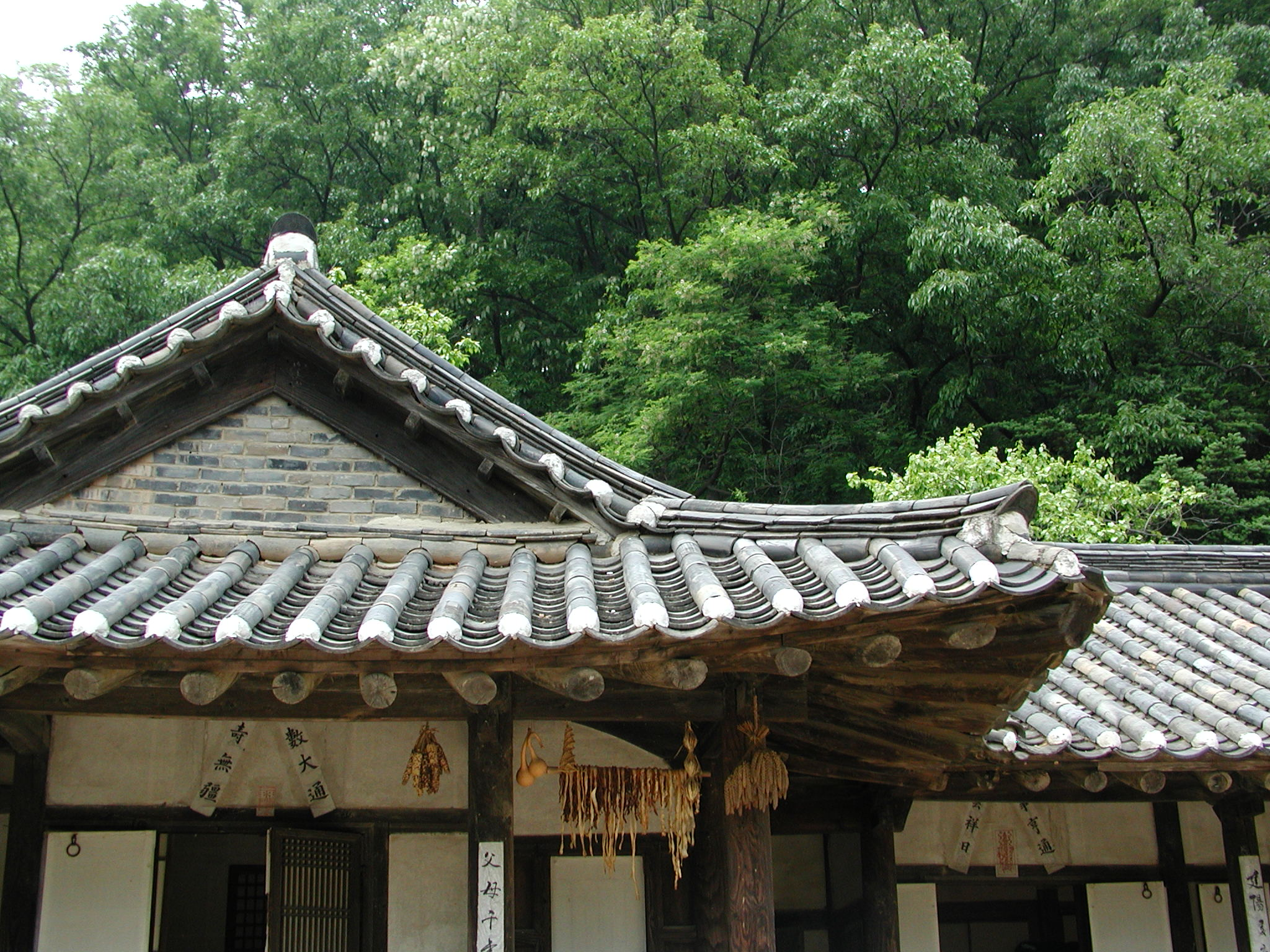
기와

한국의 지붕은 한국 고유의 주택을 건축하는데 전통적으로 여러 가지 자연 재료를 사용한다.
또한 지붕은 너와 (널판), 기와 (타일), 볏짚 (볏짚), 돌기와 (타일), 억새 및 굴피 (참나무껍질)등으로 제작된다.

## 너와 지붕
너와집은 산간 지역에서 볼 수 있다. (예를 들어 강원도)
두꺼운 나무 껍데기 또는 나무 판대기 조각으로 만든다.
너와의 크기는 실제로 고정되어 있지 않는다.
- 규격
  - 너비 : 20~30cm
  - 길이 : 40~59cm
  - 두께 : 4~5cm

바람으로부터 너와를 보호하기 위해 지붕위에 무거운 돌이나 통나무를 연결한다.
너와와 너와 사이 틈바구니를 통해 공기가 환기된다.
비가 와도 습기를 쉽게 흡수하는 목재가 방수 역할을 할 수 있다.
너와집은 하나로 된 사각형 지붕 아래에 방들과 부엌 그리고 외양간이 있다.
또한 외양간이 집안에 같이 붙어있는 것은 산짐승으로부터 가축을 보호하고, 가축들이 겨울에 따뜻하게 지내기 위해서이다.